# الدوري المقدوني لكرة السلة للسيدات
الدوري المقدوني لكرة السلة للسيدات هو دوري كرة سلة احترافي للسيدات في جمهورية مقدونيا تأسس في سنة 1992 تلعب فيه 7 فرق.